# Sultan Al Neyadi
Sultan Al Neyadi (Arabisch: سلطان النيادي) (Al Ain, 23 mei 1981) is een ingenieur in de Informatietechnologie en astronaut uit de Verenigde Arabische Emiraten (VAE).

## Opleiding
Al-Nejadi groeide op in al-Ain in het emiraat Abu Dhabi. Hij studeerde in 2004 af aan de Universiteit van Brighton in Groot-Brittannië met een bachelordiploma in elektrotechniek en informatietechnologie. Daarna werkte hij als netwerkbeveiligingsingenieur bij de strijdkrachten van de Verenigde Arabische Emiraten. In 2008 behaalde hij een master in informatietechnologie aan de Griffith Universiteit in Melbourne (Australië). In 2011 keerde hij terug naar Griffith en behaalde een doctoraat in de technologie ter voorkoming van gegevenslekken.

## Astronaut
In 2017 werd het bemande ruimteprogramma van de Verenigde Arabische Emiraten gelanceerd. Al Neyadi werd naast Hazza Al Mansouri geselecteerd uit 4000 kandidaten om de eerste astronauten van de Emiraten te worden. Hij doorliep het astronautenprogramma van de VAE in het Mohammed bin Rashid Space Center en het Kosmonautentrainingscentrum Joeri Gagarin. Later werd aangekondigd dat Al Mansouri de eerste missie zou vliegen, met Al Neyadi als zijn back-up.
In juli 2022 kreeg Al Neyadi een stoel toegewezen aan boord van SpaceX Crew-6 die op 2 maart 2023 werd gelanceerd als onderdeel van ISS-Expeditie 68 en 69.